# Steve Banks
Steven Banks (Hillingdon, 9 febbraio 1972) è un ex calciatore inglese, di ruolo portiere, allenatore dei portieri del St. Johnstone.

## Palmarès

### Club

#### Competizioni nazionali
- Coppa di Scozia: 3

Hearts: 2005-2006
Dundee United: 2009-2010
St. Johnstone: 2013-2014